# Molliens-Dreuil
Molliens-Dreuil è un comune francese di 880 abitanti situato nel dipartimento della Somme nella regione dell'Alta Francia.

## Società

### Evoluzione demografica
Abitanti censiti